# Marcel Haščák
Marcel Haščák (* 3. Februar 1987 in Poprad, Tschechoslowakei) ist ein slowakischer Eishockeyspieler, der seit November 2021 beim HC Slovan Bratislava in der Tipos extraliga unter Vertrag steht.

## Karriere
Marcel Haščák begann seine Karriere als Eishockeyspieler in seiner Heimatstadt in der Nachwuchsabteilung des HK Poprad, für dessen Profimannschaft er von 2005 bis 2010 in der Extraliga, der höchsten slowakischen Spielklasse, aktiv war. Zur Saison 2010/11 wechselte der Flügelspieler innerhalb der Extraliga zum HC Košice, mit dem er auf Anhieb den slowakischen Meistertitel gewann.
Zwischen 2013 spielte Haščák in der KHL bei Dinamo Riga und Amur Chabarowsk, ehe er 2015 zum HC Energie Karlovy Vary in die tschechische Extraliga wechselte. Ab Mai 2016 stand er beim HC Kometa Brno unter Vertrag und gewann mit diesem 2017 und 2018 jeweils die tschechische Meisterschaft. Anschließend kehrte er in die Slowakei zurück und spielte abermals beim HC Košice.
In der Saison 2020/21 gehörte er dem Kader seines Heimatvereins, dem HK Poprad, an und wurde bester Torschütze (38 Tore) und Topscorer (69 Punkte) der slowakischen Extraliga. Zudem erreichte er mit dem Klub aus der Hohen Tatra das Playoff-Finale, in dem Haščák mit seinem Team dem HKm Zvolen mit 1:4 unterlag. Anschließend wurde er erneut von Kometa Brno verpflichtet. Für Kometa absolvierte er 18 Spiele in der tschechischen Extraliga, ehe er im November vom HC Slovan Bratislava unter Vertrag genommen wurde. Am Ende der Saison 2021/22 gewann er mit Slovan die slowakische Meisterschaft.

### International
Für die Slowakei nahm Haščák unter anderem an der Weltmeisterschaft 2012 teil, bei der er mit der Nationalauswahl die Silbermedaille gewann. Bis 2018 spielte er bei vier weiteren Weltmeisterschaftsturnieren, sowie bei den Olympischen Winterspielen 2018 in Südkorea.

## Erfolge und Auszeichnungen
- 2011 Slowakischer Meister mit dem HC Košice
- 2012 Silbermedaille bei der Weltmeisterschaft
- 2013 All-Star-Team der slowakischen Extraliga
- 2017 Tschechischer Meister mit dem HC Kometa Brno
- 2018 Tschechischer Meister mit dem HC Kometa Brno
- 2020 Bester Torschütze (33) der slowakischen Extraliga
- 2021 Bester Torschütze (38) und Topscorer (69) der slowakischen Extraliga
- 2021 All-Star-Team der slowakischen Extraliga
- 2022 Slowakischer Meister mit dem HC Slovan Bratislava

## Karrierestatistik
(Legende zur Spielerstatistik: Sp oder GP = absolvierte Spiele; T oder G = erzielte Tore; V oder A = erzielte Assists; Pkt oder Pts = erzielte Scorerpunkte; SM oder PIM = erhaltene Strafminuten; +/− = Plus/Minus-Bilanz; PP = erzielte Überzahltore; SH = erzielte Unterzahltore; GW = erzielte Siegtore; 1 Play-downs/Relegation; Kursiv: Statistik nicht vollständig)